# Centro Internacional de Exibições de Kiev

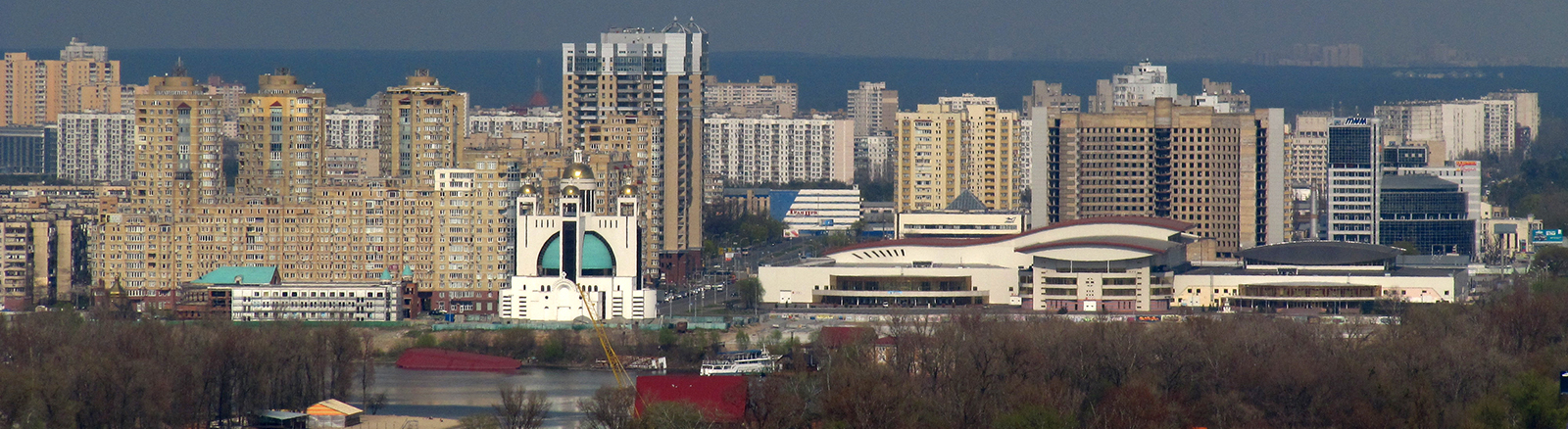
Catedral Patriarcal da Ressurreição de Cristo ao lado do IEC (direita) em 2011

Localizado em Kiev, o Centro Internacional de Exposições (em ucraniano:  Міжнародний виставковий центр) é o maior centro de exposições na Ucrânia. Presente na parte ocidental do micro-distrito de Livoberezhna, o centro foi inaugurado em outubro de 2002 e o chefe do centro desde sua construção foi Anatoly Tkachenko.
No dia 9 de setembro de 2016, o centro foi anunciado como sede do 62º Festival Eurovisão da Canção em 2017.

## História
A ideia de construir o complexo foi de Viktor Tkachenko, então diretor do Palácio dos Esportes. O arquiteto ucraniano Yanush Wig projetou o complexo e Eduard Safronov foi o chefe de sua construção.

## Arquitetura
O centro combina em um único conjunto arquitectónico três pavilhões com uma área total de 58.000 m², dos quais 28.018 m² são para exposições. O complexo possui uma sala de congressos e catorze salas de conferências com capacidade para 90-600 lugares, salas de reuniões, salas para guardar objectos de valor e armas, cafés e restaurantes de comida rápida, casas de banho, sanitários e ar condicionado.